# Odontomyia hirtocculata
Odontomyia hirtocculata är en tvåvingeart som beskrevs av James 1936. Odontomyia hirtocculata ingår i släktet Odontomyia och familjen vapenflugor. Inga underarter finns listade i Catalogue of Life.